# Vicente Fernández
Vicente Fernández Gómez (Guadalajara, 17 de fevereiro de 1940 — Guadalajara, 12 de dezembro de 2021) foi um cantor, produtor e ator mexicano. Já vendeu mais de 50 milhões de cópias em todo mundo.

## Morte
Em 7 de agosto de 2021, ele foi internado com urgência no Hospital Country 2000 em Guadalajara, Jalisco porque sofreu uma queda acidental que feriu suas vértebras cervicais e foi internado em terapia intensiva. Em 12 de dezembro, ele faleceu com 81 anos.